# Rhynchospora colorata
Rhynchospora colorata là loài thực vật có hoa trong họ Cói. Loài này được (L.) H.Pfeiff. miêu tả khoa học đầu tiên năm 1935.

## Hình ảnh

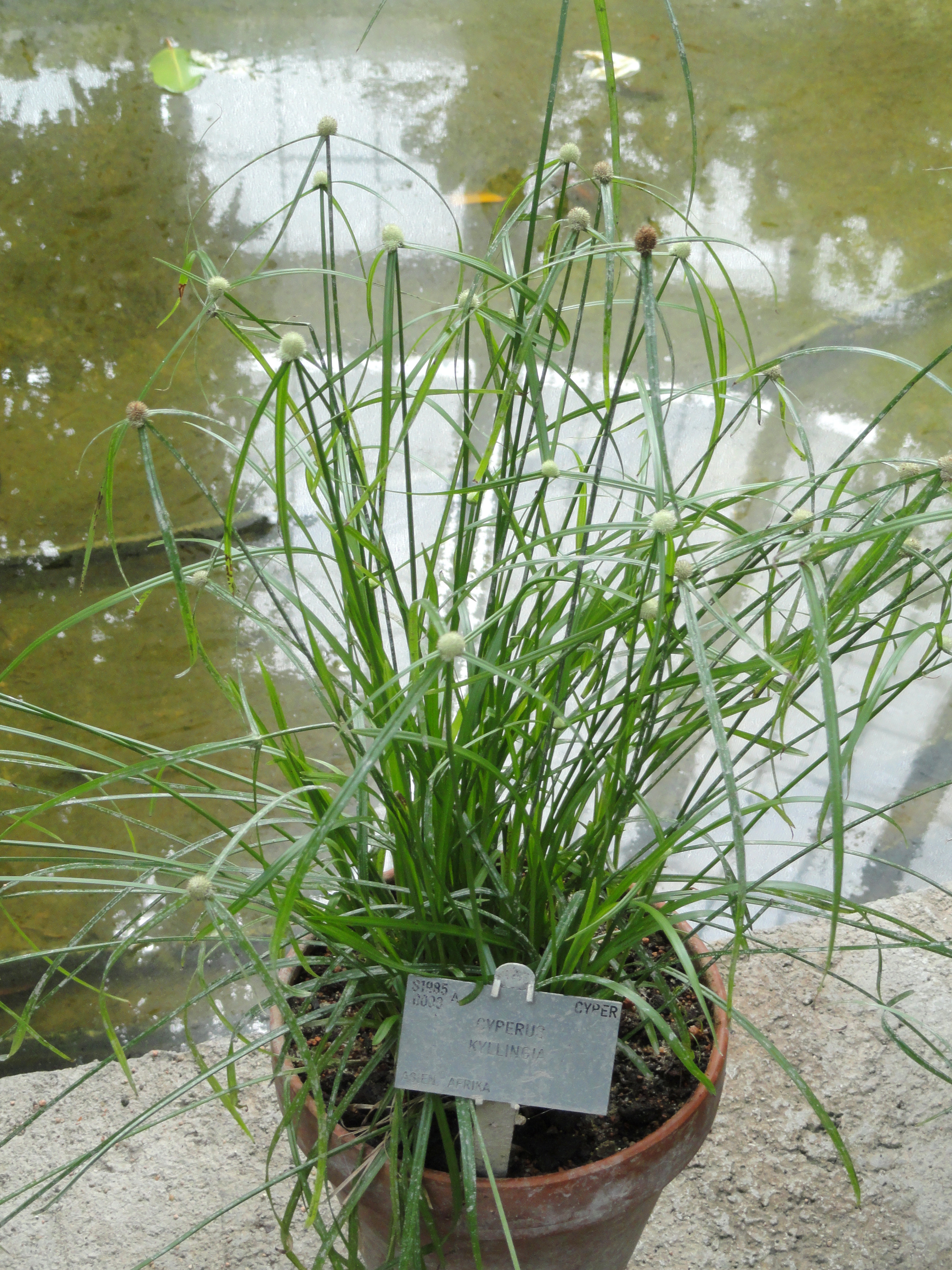
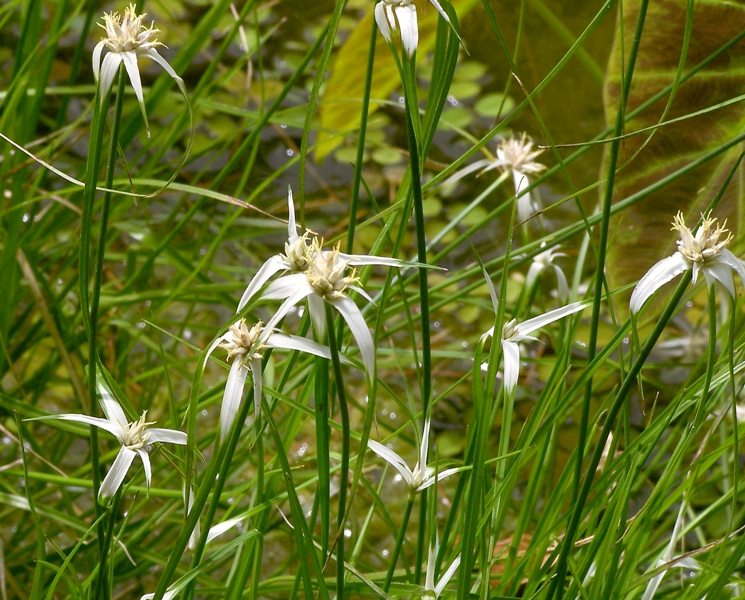